# Vantoux
Vantoux (Duits: Wanten)  is een gemeente in het Franse departement Moselle in de regio Grand Est en telt 808 inwoners (1999).

## Geschiedenis
De gemeente maakte deel uit van het kanton Montigny-lès-Metz in het arrondissement Metz-Campagne tot op 22 maart 2015 beide werden opgeheven. Vantoux werd opgenomen in het nieuwgevormde kanton Le Pays Messin, dat onderdeel werd van het arrondissement Metz.

## Geografie
De oppervlakte van Vantoux bedraagt 2,4 km², de bevolkingsdichtheid is 336,7 inwoners per km².
De onderstaande kaart toont de ligging van Vantoux met de belangrijkste infrastructuur en aangrenzende gemeenten.

## Demografie
Onderstaande figuur toont het verloop van het inwonertal (bron: INSEE-tellingen).